# Pseudovesicaria digitata
Pseudovesicaria digitata är en korsblommig växtart som först beskrevs av Carl Anton von Meyer, och fick sitt nu gällande namn av Franz Josef Ivanovich Ruprecht. Pseudovesicaria digitata ingår i släktet Pseudovesicaria och familjen korsblommiga växter. Inga underarter finns listade i Catalogue of Life.